# مارکو توماس
مارکو توماس (کرواتی: Marko Tomas؛ زادهٔ ۳ ژانویهٔ ۱۹۸۵) بازیکن بسکتبال اهل کرواسی است.
از باشگاه‌هایی که در آن بازی کرده‌است می‌توان به سیبونا زاگرب، باشگاه بسکتبال فوئنلابرادا، باشگاه بسکتبال رئال مادرید، و باشگاه بسکتبال مردان فنرباغچه اشاره کرد.
وی در مسابقات کشوری و بین‌المللی در مجموع برندهٔ ۱ مدال طلا شده‌است.